# 서양 19세기의 교육
본 문서는 서양 19세기의 교육에 관한 것이다.

## 국가주의와 교육
근대를 특징짓는 커다란 현상은 민족단위의 독립국가가 형성된 것이다. 즉 17세기·18세기에는 확실히 구분된 영토와 경제적·군사적 자원을 가진 국가가 일반적 형태를 갖추게 되어 유럽의 국가주의(國家主義)가 성취되었다. 이들 민족국가들은 군사적·경제적으로 치열한 경쟁을 벌였고, 모든 국가에서는 학교를 설립하여 국가에 충성스러운 봉사를 할 수 있는 국민을 양성하고자 하였으며 이를 국가의 목적과 이상을 실현하는 기관으로 삼게 되었다.  국가주의는 교육의 국가관리, 국가적 교육제도의 외부적 조직, 그리고 의무교육제도의 발달과 촉진 등 주로 교육체제에 많은 영향을 주었다. 교육상의 국가주의는 국가의 존속·발전을 교육의 목적으로 삼는 교육적 주장이었다. 그 결과, 19세기 이후 세계 각국은 국체(國體)의 여하를 막론하고 국가와 관련 있는 공교육(公敎育)기관을 갖게 되었으며, 그 기관을 통해서 국가의 보전(保全)과 번영을 꾀하였다. 국가주의에 입각하여 교육면에 있어서 선구적 역할을 한 국가는 프랑스·독일 및 미국이다.  프랑스에서는 콩도르세(M. de Condorcet, 1743-1794) 등이 프랑스혁명의 이상에 의거하여 교육 조직·제도 등을 통한 국가와의 관계를 규정하였고, 프로이센(독일)에서는 피히테(J. G. Fichte, 1762-1814)에 의해서 독일 이상주의 철학의 기초 위에 교육의 목적 및 정신과 국가와의 깊은 관련이 결정되었다. 19세기의 근대국가들은 산업혁명의 진전과 더불어 자국의 번영과 영광을 위해서 교육이념을 국가적 권위와 일치시키기에 힘썼다. 그리하여 19세기 후반에 이르러 세계 열강은 국내의 통일을 완성하여 국가주의 교육을 강력히 추진했다.  국가주의 교육사상가로서 대표적인 사람은 프랑스의 롤랑(J. M. Roland, 1734-1793)·라 샬로테(L. R. La Chalotais, 1701-1785)·콩도르세와 독일의 피히테·슐라이어마허(F. E. D. Schleiermacher, 1768-1834), 영국의 랭커스터(J. Lancaster, 1778-1838)와 오언(R. Owen, 1771-1858), 그리고 미국의 제퍼슨(T. Jefferson, 1743-1826)과 만(H. Mann, 1796-1859) 등이다.  국가주의 교육론자들은 국가가 국민에 대한 교육적 책임을 져야 하고, 이를 위해 교육비를 국가가 부담하는 의무교육제도를 주장했다. 그들은 교육은 보편적이어야 한다는 신념하에 초등교육뿐만 아니라, 전문적 직업교육·성인교육까지도 국가부담으로 할 것을 주장하였다. 국가주의의 교육사상가들은 모두 공립학교를 최선의 교육기관으로 생각하여 공적 재단에 의해 공적으로 관리되는 비종파적인 일반 학교제도의 확립을 희망하였다.

### 피히테의 교육사상
피히테(Fichte)의 교육론은 '독일 국민에게 고함'이라는 공개강연을 통하여 호소한 내용에서 가장 신중하게 전개되었다. 그에 따르면 독일국민은 도덕적으로 여러 가지 결함을 가지고 있는데, 이것을 근본적으로 시정하기 위해 무엇보다도 먼저 요청되는 것은 교육의 개혁이라고 했다. 그는 오직 국민교육의 근본적인 개혁을 통해서만 윤리적으로 새로운 시대의 형성이 가능하다고 하였다. 이러한 개혁된 교육은 개인적인 자아를 초월하여 전체적 자아 또는 절대적 자아에 도달하게 하는 교육을 말하는 것으로, 종래의 교육을 전적으로 변혁하는 것만이 독일국민의 생존을 유지하는 유일한 수단이라고 하였다.   피히테가 주장한 교육론의 밑바닥에는 칸트가 주장한 자유의 이념이 들어 있으며, 페스탈로치의 영향도 크게 작용하고 있다. 피히테는 인간의 본성을 자유의 실현으로 생각하고, 계몽시대의 개인주의를 배척하고 사회에 의한 사회를 위한 교육을 주창하였으며, 먼저 독일민족을 교육하고 독일문화를 통해 인류에 공헌할 것을 강조했다. 피히테의 교육론은 칸트가 주장했던 자유의 개념에 따라 자기 활동에 의한 자유에 이르기까지의 교육을 모든 교육의 중심목적으로 삼았으며, 교육의 목적은 자기활동을 촉진하고, 진리와 선을 사랑하도록 하는 것이라는 것이다.  피히테에 의하면 교육이란 단순히 각 개인이 타고난 본질적 기능을 완성하는 것만이 아니라, 개인적 존재를 완성적 존재에 관련시켜 완성하는 것을 의미한다. 그는 교육을 감독하는 것은 국가의 임무이며, 국가는 교육의 보급을 도모하여야 함과 동시에, 모든 국민에게 빠짐없이 교육의 기회를 제공하도록 노력해야 하고 동시에 교육을 받을 국민에 대하여 강제할 권리도 있다고 했다. 그는 모든 교육 중에서 특히 덕육(德育)의 중요성을 역설하고, 지육(智育)은 덕육의 수단으로서 의미를 갖는다고 했다. 피히테는 ① 국민 개학(皆學)의 강제, ② 교육비의 국비지급, ③ 국민교육의 기초적 부분의 공통화, ④ 남녀공학 등과 같은 수많은 진보적 제안을 했다.

## 계발주의
계발주의(啓發主義) 교육은 소크라테스의 교육방법에 의한 진리발견의 교육방법을 그 근원으로 하고 있다. 이 계발주의는 교육을 인간 양육으로 보는 합리주의 또는 형식도야주의와, 자연성장으로 보는 자연주의 교육사상을 종합·절충하려는 성격을 갖고 있다. 이것은 아동연구에서 얻은 심리학적 지식을 기초로 하여 아동의 내부적 여러 능력의 계발을 지도·조성하는 것을 강조하고, 머리와 손과 마음 등에 내재한 여러 능력의 조화적 계발, 도덕적 품성의 계발, 아동의 선천적 능력의 계발 등을 교육의 목적으로 한다.  교육내용으로는 활동 중심의 교육과정을 요구하며, 교과로는 독서·습자·산수·과학·지리·역사·어학·문학·유희·음악·작업·미술 등이 강조되었고, 교육방법으로서는 아동활동의 원칙·유화(類化) 또는 흥미의 원칙·형식적 교수단계설·창작활동의 원칙 등이 역설되었다.  이상과 같은 교육의 목적·내용·방법은 계발주의 교육자에 따라서 그 강조점이 다르지만 일반적으로 다음과 같은 점에서 공통된 주요 특색이 있다. 즉 그들은 첫째, 아동을 성인의 축소판으로 보지 않고 그때그때 충실히 도야되어야 할 존엄한 존재로 본다. 둘째는 아동들의 심리에 기저를 둔 교육을 역설하여 도야내용에만 주의할 것이 아니라, 도야 대상인 아동의 본성과 심리상태를 연구하여 그에 적합한 교육을 할 것을 강조한다. 셋째는 자연주의적 원리의 발전으로서 코메니우스와 루소의 교육사상을 아울러 발전시키는 것이다. 넷째는 노력할 때에 흥미·진보가 있고, 흥미가 있을 때 노력을 집중적으로 하게 된다는 것에 착안하여 흥미와 노력을 아울러 강조하며, 다섯째는 교육은 발전의 과정이며 그 발전에 있어 가장 중요한 것은 그 초기이므로 중등교육이나 고등교육보다 초등교육에 관심의 초점을 두어 초등교육의 개선에 지대한 노력을 기울였다. 또한 학습지도법의 개선·교사 양성의 중시·교육과정 전반에 관한 이해의 촉진 등 교육의 외부적인 면보다 내부적 상태의 쇄신에 노력했던 점 등이다. 계발주의 교육을 심리적 교육설 또는 발달주의 교육이라고도 하는데, 이 교육사상의 대표적 인물로는 페스탈로치·헤르바르트·프뢰벨 등이 있다.

### 페스탈로치의 교육사상
교육의 성자라고 불리는 페스탈로치(Johann Heinrich Pestalozzi, 1746-1827)의 교육사상이나 이론은 그의 성자적인 교육정신에 입각해서만 올바르게 이해할 수 있다. 그의 대표적인 교육에 관한 저서로는 <은자(隱者)의 황혼>(1780-87), <린하르트와 게르투르트>(1781), <게르투르트는 그의 자녀를 어떻게 가르치나>(1801), <직관의 ABC>(1803), <기초도야의 이념에 관한 견해와 경험>(1807) 등이 있다.  그의 교육이론은 교육의 실천을 통한 비범한 관찰력으로 아동의 내부에 깊이 자리잡고 있는 인간성을 직관하고, 그것을 사랑하고, 믿고, 기르고, 드러내는 끝없는 교육정신이 원천을 이루고 있다.  그를 인류의 구제자로서 온 세계 사람들이 높이 추앙하는 것도 그러한 교육정신을 높이 평가하기 때문이다. 페스탈로치 교육이론의 핵심을 이루고 있는 개념은 인간성이다. 그것은 모든 사람에게 한결같이 선천적으로 주어진 것인 동시에 환경의 자극을 받아서 밖으로 뻗어 나가는 힘을 지닌 것이다. 페스탈로치는 교육의 이상이 바로 그러한 인간성을 개개의 어린이에게서 계발하는 일이라고 믿었다.  페스탈로치는 당시 지배계급의 전제(專制)와 부패·타락을 공격하고 민중을 진실로 행복하게 하는 사회의 필요성을 강조하고 그것을 위한 생활주의의 교육을 제창했다. 그는 순수한 인간성을 향해서 인간의 도덕적·지적·신체적인 내적 제능력을 조화롭게 발전시키는 것을 생활교육의 목적으로 생각했다.  그는 인간에게는 무엇보다도 정신적인 보이지 않는 내면의 근본력이 있는데, 교육은 이 인간정신의 근본력을 북돋우고 드러내는 일이며, 그것을 방해하고 억압하는 교육은 아무리 유용한 지식과 기술을 전달한다 하더라도 참된 교육은 아니라고 보았다. 페스탈로치는 인간정신의 근본력을 정신력·심정력·기술력의 세 가지로 표현했는데, 그것은 지(智)와 의(義)와 행(行)에 해당하는 것이며, 이는 머리(head)·심장(heart)·손(hand)으로 표현되기도 하고 3H로 간단히 요약되기도 한다. 그리고 그는 이 3가지로 대변되는 인간정신의 근본력의 삼위일체(三位一體)적 조화를 교육적 이상으로 삼았다.  페스탈로치는 교육을 사회개혁의 수단으로 보았다. 그는 <린하르트와 게르투르트>에서 가정생활의 개량과 학교교육의 진보가 민중의 사회적·도덕적 관계를 향상시키는 데 필요한 것이고, 하층계급의 부패는 사회의 위험한 암흑적인 면이므로 양민의 보호와 사회의 개발이 필요하다고 했다. 그는 현재의 궁핍과 고뇌를 완화시키기 위해 교육이 필요한 것이며, 하층민의 생활상태를 개량하는 유일한 방법이 교육이라고 믿어 사회개혁의 수단으로서의 교육사업에 생애를 바쳤던 것이다.  페스탈로치는 지식교육·기술교육·도덕교육을 구체적으로 실현하는 방법적 원리로서 직관을 들고 있다. 그는 직관을 인식의 절대적인 기초로 삼고 그것을 교수(敎授)의 최고 원리로서 확립하였다. 또 그에게 있어서 직관은 논리적 인식론에서 말하는 직관이기에 앞서서 생생한 인식구성의 근본원리이며, 모든 인간교육의 기초인 동시에 출발점인 것이다.  그는 직관의 기본요소로 수(數)·형(形)·어(語)의 세 가지를 들고 이를 직관의 ABC라 하였다. 그는 사물의 인식은 첫째로 사물의 수와 종류를 식별하고, 다음으로 그 형태와 모습을 보며, 끝으로 그 이름을 소리와 말로 표현하는 방법을 통하여 파악하는 것으로 생각하였다. 그리하여 그는 언어의 능력, 형태의 의식, 계산능력 등을 외부적인 수와 형과 어에 결부시킴으로써 교수법의 보편적 기초를 확립하였다.
페스탈로치가 경영한 학교에서 적용했던 교육방법의 일반원리를 요약하면 다음과 같다.
① 관찰, 즉 감각적 직관은 학습지도의 기초다.
② 언어는 항상 실물 또는 내용에 결부시켜야 된다.
③ 학습의 시기는 판단이나 비판의 시기가 아니다.
④ 어떠한 학과에서도 교수는 가장 단순한 요소로부터 출발하고, 아동의 발달에 따라 심리학적인 순서로 점진적으로 촉진시켜야 한다.
⑤ 교수의 내용을 아동에게 완전히 습득시키려면 충분한 시간이 주어져야 한다.
⑥ 교수는 발달을 목적으로 해야 하며 독단적인 설명을 목적으로 해서는 안 된다.
⑦ 교사는 생도의 개성을 존중해야 된다.
⑧ 초등교육의 주요 목적은 학습자에게 지식이나 재능을 수여하는 것이 아니고 그 지력을 발전·증가시키는 일이다.
⑨ 능력은 지식에, 기능은 학습에 결부시켜야 된다.
⑩ 교사와 생도와의 관계, 특히 훈련에서는 사랑에 기초를 두고 사랑에 의해서 지배되어야 한다.
⑪ 교수는 교육의 보다 높은 목적에 종속시켜야 한다.
페스탈로치 교육사상의 특징은 구체적·전체적 체험을 교육의 원리로 삼는 것이다. 지식교육·기술교육·도덕교육 그 어느 것을 막론하고 구체적·개별적 경험을 통하여 보편적 이념의 실현을 시도하였던 것이다.

### 헤르바르트의 교육사상
교육의 목적은 윤리학에, 교육의 방법은 심리학에서 구함으로써 교육학을 하나의 학문화 및 체계화시켜 과학적 교육학의 창설자가 된 헤르바르트(J. F. Herbart, 1776-1841)는 <페스탈로치의 <게르투르트는 그의 자녀를 어떻게 가르치나>에 관하여>(1802), <페스탈로치의 <직관의 ABC>의 이념>(1802), <교육의 목적으로부터 추론된 일반교육학>(1806), <교육학강의강요>(1835) 및 <일반교육학강요>(1841) 등의 저서를 통해 그의 교육사상을 전개시켰다. 특히 그의 교육학은 <일반교육학>과 <교육학강의강요>의 두 저서를 통해 체계화되었다. 즉 그는 교육학의 기초학으로서 실천철학(윤리학)과 심리학을 들었다. 또한, 교육학의 기초학이 되는 실천철학을 교육의 목적을 결정하는 보조과학으로 삼았고, 심리학을 교육의 과정과 수단방법을 돕는 과학으로 삼으려 했다.  헤르바르트는 교육의 목적을 덕성(품성의 도야)에 두었다. 덕성은 인간이 갖추어야 할 최고의 가치이므로 교육의 최고 목적이 되어야 한다고 하였다. 그리하여 학생들에게 선을 선택하고 악을 버릴 수 있도록 깨닫게 해주는 것이 품성도야라고 하여 도덕적 품성도야를 교육의 절대필수적인 목적으로 삼았다. 헤르바르트에 의하면 교육의 목적은 윤리적인 것이다. 그는 교육의 유일한 전 임무는 덕이라는 개념으로 요약할 수 있다고 하였는데, 그가 말하는 덕이란 개인 속에 영원한 진실재(眞實在)로서 발전한 내적 자유의 이념이다. 이같은 내적 자유, 즉 도덕적 품성을 개인의 내적인 영원한 진실재가 되게 하려는 태도를 발전시키는 것이 교육의 주목적이다. 결국 헤르바르트는 견실하고 신뢰성 있는 도덕적 인격이 인간의 최고목적이요, 동시에 교육의 최고목적이라고 하였다. 이러한 점에서 교육의 궁극적인 목적은 인간의 도덕성을 계발시키는 데 있다고 하였다.  헤르바르트는 교육의 최고목적을 도덕적 완성에 두고, 그것에 도달하는 단계로 다방면의 흥미를 교수의 직접목적으로 삼았다. 다방면의 흥미로서 그는 경험적 흥미·사변적(思辨的) 흥미·심미적 흥미·동정적 흥미·사회적 흥미·종교적 흥미 등 6개를 들었다. 그에 의하면 지식이 다양한 사물로 향할 때 경험적 흥미를 발하고, 사물의 관계법칙으로 향할 때 사변적 흥미를 발하며, 미적 관계로 향할 때 미적 흥미가 생긴다. 이 3자는 경험에 의해서 얻어지는 인식적인 흥미의 방향이다. 그리고 교제에 의해서 얻어지는 동정이 개개인의 즐거움과 고통에 향하게 될 때 동정적 흥미가 생기고, 널리 사회의 행복과 불행에 향하게 될 때 사회적 흥미를 발하며, 또 최고본체인 신에게 향할 때 종교적 흥미가 된다는 것이다. 헤르바르트는 이와 같은 다방면적인 흥미를 불러 일으키는 일은 교수의 중요한 사명이라고 했다.  이와 같이 그는 다방면적 흥미의 계발을 교수의 직접목적으로 삼았고, 그 흥미가 발동할 때의 심적 상태에는 전심(專心)과 치사(致思)가 있다고 했다.  전심이란 일정한 대상에 침잠하여 다른 대상을 의식에서 배제하는 심적 상태이고, 치사란 의식 가운데 흩어져 있는 많은 표상(表象)들을 결합하고 통일하는 작용으로서 그것에 의해서 인격의 통일이 성립된다고 하였다. 이상과 같은 관념이 서로 결합하여 통일적인 자각이 성립해 가는 과정에 따라 교수는 단계적으로 추진되어야 한다고 생각했다. 이것이 바로 유명한 헤르바르트의 형식적 교수단계설로, 명료·연합·계통·방법이 그것이다.  그는 또 교육의 방법으로서 교수 외에 관리와 훈련의 필요성을 주장했다. 관리는 본래 교육의 전단계로서 아동의 자연적·맹목적인 욕망과 행동을 통제하고, 외부적 질서를 보존시키고, 교수나 훈련을 효과있게 하기 위한 소지를 마련하는 것을 목적으로 한다. 다시 말하면 교수의 전제조건을 조정하는 것이다. 훈련은 적극적으로 아동의 심리상태에 영향을 끼쳐 그 심정과 성격을 도야하는 교육작용이다. 헤르바르트는 이상과 같은 교수의 관리·훈련 등 3개의 방법을 적당히 조직함으로써 소기의 교육목적을 달성시킬 수 있다고 보았다.

### 프뢰벨의 자기활동의 원리
유치원의 창시자인 독일의 프뢰벨(F. W. A. Frobel, 1782-1852)은 <인간교육>(1826)이라는 그의 대표적 저서를 통하여, 종교와 철학과 교육이 혼연 융합된 독자적인 교육철학 가운데에서 그의 교육원리를 전개하였다. 그는 페스탈로치에게서 자연발달의 원리를, 피히테로부터는 행동의 원리를 계승하여, 다시 이 양자를 결합시킨 아동의 자연성에 대한 연구를 교육목표로 삼았다. 그러므로 그의 교육목적은 아동의 선천적 능력 혹은 개인의 잠재력을 계발시키는 것이었다. 프뢰벨은 인간을 하나의 인간식물로 간주하여, 원예가의 목적이 식물이 성장하고 개화·결실하는 것을 조절해 주는 데 있는 것과 같이, 교육자의 목적은 아동이 성인으로 자라나도록 조정하는 데 있는 것이라고 하였다.  프뢰벨은 자기표현의 활동을 교육내용으로 극히 중요시했다. 그가 교육에 공헌한 것 중에서 가장 중요한 것은 아동교육에 있어서 유희의 본질적 요소와 자기활동을 중시하도록 한 점이다. 그에 의하면 아동의 활동은 모두 창조적인 것이고, 창조적 활동은 내적인 자기표현이므로 교육의 과제는 이같은 아동의 자기표현을 도와주는 것에 지나지 않는다. 자기표현은 자기 활동이기도 하며, 이것은 프뢰벨 교육학의 기초원리로 되어 있다. 그러므로 그는 언어·노래·표정 등을 초기의 가장 기본적인 개발수단으로 생각하고 이를 장려하였다. 그리기·율동도 중시했는데, 무엇보다도 프뢰벨은 수공(手工)과 유희를 자기표현의 가장 가치있는 형식으로 강조하였다. 그는 아동의 왕성한 창조활동을 자아내기 위한 기구로서 은물(恩物：유치원에서 유희 또는 작업에 쓰는 간단한 도구)을 고안하여 이를 교구(敎具)로 사용했다. 은물은 공·각목·원통·접은 종이·적목(積木) 등으로 되어 있는데, 이러한 것들은 파괴와 건설, 건설과 파괴라는 활동을 만족시키는 놀이기구이다. 그는 아동의 이런 욕구를 만족시켜 주는 것이 유아교육의 비결이라고 생각했던 것이다. 따라서 은물은 유아의 창조력을 일깨우고, 수련·강화하는 것을 목적으로 한다.  그는 아동의 내부에 있는 것을 외부로 끌어 내는 창작활동을 중시했고, 페스탈로치와 같이 아동은 일을 함으로써 배워야 한다는 행동교육을 주장하여 노작주의(勞作主義)에 입각한 유희와 작업을 유치원의 기본원리로 삼았다. 또한 그는 아동에게 협동적·사회적 활동을 할 수 있게 하여, 좀 더 좋은 사회생활 형식을 발전시키게 하고, 좀 더 나은 사회질서를 만드는 창조적 진화의 한 구실을 하게 하는 것이 학교의 의무라고 하여, 사회화의 방법을 중시하였다. 그는 유희를 자아와 외계 사이에서 조화 있는 상호관계를 맺기 위하여 출발하는 첫걸음이라고 보아, 유희를 사회화의 한 방법으로 강조하였다. 그리고 그는 심의(心意)·신체·정신의 조화를 또한 중시하였다.  프뢰벨은 유아교육은 부녀자의 사명이라는 생각에서 보모교육을 중요시했다. 그는 유아의 생활과 부인의 애정은 불가분의 관계를 가진 것으로, 모성애에 의해서만 유아생활은 유지될 수 있으며, 유아를 양육하는 동안에 부인의 진정한 본성은 발휘된다고 하였다. 그가 유치원을 창설한 이유 중의 하나는 모성교육기관으로서 보모 양성을 하기 위한 것이었다.  결론적으로 아동교육은 지적·영적·신체적인 면을 주로 고려해야 하며, 아동의 활동·욕구·흥미에 의해야 하고, 자유롭고 자발적인 성장과 외부로부터의 부과가 아닌 내부로부터의 계발이 되어야 한다는 점이 프뢰벨 교육사상의 특징이다. 자기활동·연속발전·개성화·사회화·직관·노작·생활경험 등 일련의 진보적 원리에 입각한 그의 교육이론은 이미 진화론의 제창 이전에 있어서 발달심리학을 예견했다고 볼 수 있다.

## 같이 보기
- 서양 근대의 교육
  - 서양 17세기의 교육
  - 서양 18세기의 교육
- 서양 현대의 교육